# ارکستر مهرنوازان
ارکستر مهرنوازان دومین گروه بزرگ ارکسترال در عرصه موسیقی ملی ایران است.

## تاریخچه تأسیس
پس از تعطیلی ارکستر ملی ایران در سال ۱۳۸۸ به دلیل کناره‌گیری فرهاد فخرالدینی از سمت رهبری این ارکستر، در سال ۱۳۹۰ فرهاد فخرالدینی با ارکستر تازه تأسیس مهرنوازان دوباره به روی صحنه بازگشت. گروه بزرگ مهرنوازان نخستین ارکستر بزرگی است که به شکل خصوصی تشکیل شد و به همت خود هنرمندان اداره می‌شود.
در سال ۱۳۹۳ فرهاد فخرالدینی (رهبر پیشین ارکستر ملی ایران) مجددا از سوی مدیر دفتر موسیقی وزارت ارشاد به عنوان رهبر ارکستر ملی معرفی شد. به همین دلیل اجرای برنامه در سالن همایش‌های میلاد تهران را برخی به اشتباه اولین کنسرت ارکستر ملی ایران (بعد از تعطیلی ارکستر ملی ایران در سال ۸۸) قلمداد کردند. گر چه رهبر ارکستر و تعدادی از اعضای شورای فنی و نوازندگان ارکستر مهرنوازان جزو اعضای اصلی ارکستر ملی ایران هستند اما ارکستر مهرنوازان یک مجموعه کاملاً خصوصی است که با پشتیبانی اسپانسرهای غیر دولتی فعالیت‌های خود را ادامه می‌دهد و سمت و سوی فعالیت‌های آن کاملاً با ارکستر ملی ایران متفاوت است.

## گردانندگان
ارکستر مهرنوازان در ابتدا با سرپرستی سالار عقیلی فعالیتش را آغاز کرد. سپس با تشکیل شورای فنی با حضور شهرام توکلی و علی اکبر قربانی و با مدیریت پیمان میرآقاسی به کار خود ادامه می‌دهد.

## ترکیب ارکستر
این ارکستر با ۴۵ نفر نوازنده از سازهای زهی، سازهای بادی چوبی، پیانو و سازهای کوبه‌ای متشکل از هنرمندان ارکستر ملی ایران است:
- ویولن اول‌ها
- ویولن دوم‌ها
- ویولن آلتوها
- ویولنسلها
- کنترباسها
- فلوت
- ابوا
- کلارینت
- فاگوت
- پیانو
- تیمپانی و سازهای کوبه‌ای

## کنسرت‌ها
- سالن همایش‌های برج میلاد، ۲۶ و ۲۷ مهر، سال ۱۳۹۰[۵]{ تهیه‌کننده : محمد حسین و محمد حسن مقدس تفرشی }
- سالن همایش‌های برج میلاد، ۱۳ و ۱۵ اسفند، سال ۱۳۹۲[۶]{موسسه فرهنگی-هنری نغمه حصار / افشین معصومی }
- باغ عفیف آباد شیراز، ۵ خرداد ۱۳۹۳،[۷]

## آثار اجرا شده
- سوئیت ابن سینا (بی کلام)

آهنگساز: فرهاد فخرالدینی
- حالا چرا

ملودی: روح‌الله خالقی، ارکستراسیون: فرهاد فخرالدینی، شعر: شهریار
- خوشه چین

ملودی: روح‌الله خالقی، ارکستراسیون: شهرام توکلی، شعر: شهریار
- دختر کولی

ملودی: عباس شاپوری، ارکستراسیون: شهرام توکلی، شعر: کریم فکور
- دگر چه خواهی

ملودی: حبیب‌الله بدیعی، ارکستراسیون: شهرام توکلی، شعر: نواب صفا
- گیسو

ملودی: فریدون حافظی، ارکستراسیون: فرهاد فخرالدینی، شعر: ناصر میرشریفی
- خاک مهر آیین

آهنگساز: علی اکبر قربانی، شعر: اسماعیل فرزانه
- بهار دلکش

ملودی: درویش‌خان، ارکستراسیون: علی اکبر قربانی، شعر: ملک‌الشعرا بهار
- خوش آمدی

ملودی: رضا نارون، ارکستراسیون: علی اکبر قربانی، شعر: ناشناس
- شور آفرین (بی کلام)

آهنگساز: علی اکبر قربانی
- رنگ بیات شیراز (بی کلام)

ملودی: محلی آذربایجانی، ارکستراسیون: علی اکبر قربانی
- بادبان کاغذی

آهنگساز: محسن حسینی، شعر: بیژن ارژن
- آتش عشق

ملودی: فریدون حافظی، ارکستراسیون: شهرام توکلی، شعر: اسماعیل فرزانه
به‌طور معمول قطعه «ای ایران» از ساخته‌های روح‌الله خالقی و با ارکستراسیون فرهاد فخرالدینی پایان بخش کنسرت‌های این ارکستر است.